# Машинний переклад на основі прикладів
Машинний переклад на основі прикладів — метод машинного перекладу, який часто характеризується використанням двомовного корпусу з паралельними текстами як своєю основною базою знань під час роботи. По суті, це — переклад за аналогією, і його можна розглядати як застосування підходу «обґрунтування на основі прецедентів» до машинного навчання.

## Переклад за аналогією
Базою для машинного перекладу на основі прикладів стала ідея перекладу за аналогією. Застосовуючись до процесу перекладу людиною, ідея про те, що переклад відбувається за аналогією, відкидає ідею про те, що люди перекладають речення шляхом глибокого лінгвістичного аналізу. Натомість вона заснована на вірі в те, що люди перекладають речення, розбиваючи його спочатку на певні фрази, а тоді перекладаючи ці фрази і, нарешті, належним чином компонуючи ці фрагменти в одне довге речення. Переклади фраз виконуються за аналогією з попередніми перекладами. Принцип перекладу за аналогією закодований у машинному перекладі на основі прикладів за допомогою прикладів-перекладів, які використовуються для навчання такої системи.
Інші підходи до машинного перекладу, у тому числі статистичний машинний переклад, також використовують двомовні корпуси для вивчення процесу перекладу.

## Історія
Машинний переклад на основі прикладів був вперше запропонований Макото Наґао в 1984 році. Він  підкреслив, що цей спосіб особливо адаптований до перекладу між двома абсолютно різними мовами, такими як англійська та японська. У цьому випадку одне речення можна перекласти кількома добре структурованими реченнями іншою мовою, тож немає сенсу проводити глибокий лінгвістичний аналіз, характерний для машинного перекладу на основі правил.

## Приклад
| English                        |  | Japanese                             |
| ------------------------------ |  | ------------------------------------ |
| How much is that red umbrella? |  | Ano akai kasa wa ikura desu ka.      |
| How much is that small camera? |  | Ano chiisai kamera wa ikura desu ka. |

Системи машинного перекладу на основі прикладів навчаються за допомогою двомовних паралельних корпусів, що містять пари речень, таких як приклад, наведений у таблиці вище. Пари речень містять речення однією мовою та їхній переклад на іншу мову. Конкретний приклад показує приклад мінімальної пари, і це означає, що речення відрізняються лише одним елементом. Ці речення спрощують вивчення перекладів частин речення. Наприклад, система машинного перекладу на основі прикладів вивчатиме три одиниці перекладу з наведеного вище прикладу таким чином:
1. How much is that X ? відповідає Ano X wa ikura desu ka.
2. red umbrella відповідає akai kasa
3. small camera відповідає chiisai kamera

Компонування цих одиниць може бути використано для створення нових перекладів у майбутньому. Наприклад, якщо навчання було проведене за допомогою тексту, що містить такі речення:
«Президента Кеннеді застрелили під час параду» і «Засуджений утік 15 липня», тоді ми змогли би перекласти речення «Засудженого застрелили під час параду», замінюючи відповідні частини речень.

## Фразові дієслова
Машинний переклад на основі прикладів оптимально підходить для таких мовних явищ, як фразові дієслова. Фразові дієслова мають дуже залежні від контексту значення. Вони поширені в англійській мові.

## Див.також
- Programming by example
- Пам'ять перекладів
- Обробка природної мови

## Зовнішні посилання
- Cunei - платформа з відкритим кодом для машинного перекладу на основі даних, яка виникла в результаті досліджень Машинного перекладу на основі прикладів, але також включає останні досягнення у сфері SMT

Шаблон:Approaches to machine translation